# 3-Метилфентанил
3-метилфентанил — синтетический опиоидный анальгетик, производное фентанила.
В 400—6000 раз превышает морфин по анальгетической активности.
В настоящее время это наиболее распространенный аналог фентанила. Минимальная летальная доза — 250 мкг LD50 (0,0022 мг/кг).
3-метилфентанил был впервые открыт в 1974 году и вскоре получил распространение как уличный наркотик и альтернатива кустарно производимому альфа-метилфентанилу. Однако 3-метилфентанил оказался куда более сильным опиоидом, в связи с этим представляя и бóльшую опасность для потребителей, и бóльшую привлекательность для производителей наркотиков. Существуют ещё более сильные опиоиды, чем 3-метилфентанил, такие как карфентанил или охмефентанил, но их производство более сложное, поэтому они не так широко представлены на рынке.
Из-за крайне низкой действенной дозы, ещё ниже, чем у фентанила, 3-метилфентанил чрезвычайно опасен. Это один из самых опасных наркотиков: допустить передозировку совершенно несложно, а лишний десяток микрограммов препарата влечёт за собой неизбежную смерть.

## Применение при штурме Театрального центра на Дубровке
По мнению ряда экспертов, не подтверждённому российскими силовыми структурами, но «в общих чертах» подтверждённому тогдашним главой Минздрава Юрием Шевченко, аэрозоль на основе карфентанила (либо его более слабого аналога 3-метилфентанила, известного также как наркотик «Белый китаец») применялся при штурме Театрального центра на Дубровке в Москве в 2002 году, чтобы исключить возможность подрыва террористами взрывных устройств. Этот вывод был сделан из того, что службы неотложной медицинской помощи были проинструктированы (с задержкой и без разглашения природы агента) использовать антагонисты опиоидов. Из-за недостатка информации медики не смогли выработать успешную стратегию реанимации и обеспечить достаточное количество применяемых в этих целях «Налоксона» и «Налтрексона» для успешной помощи всем пострадавшим. Если предположить, что единственным активным компонентом усыпляющего аэрозоля был карфентанил, то основной причиной смерти пострадавших могла быть вызванная опиоидами остановка дыхания; в этом случае применённое на месте (вместо перевозки пострадавших в клиники) искусственное дыхание и использование в достаточном количестве антагонистов могло бы спасти жизни большинства или даже всех погибших.

## Правовой статус
3-Метилфентанил и некоторые его производные (бета-гидрокси-3-метилфентанил, 3-метилтиофентанил) внесены в Список I наркотических средств, оборот которых в Российской Федерации полностью запрещён.